# Klub rozhlasové analytické publicistiky
Klub rozhlasové analytické publicistiky (KRAP), do března 2014 Klub přátel Šestky (KPŠ), je volným sdružením posluchačů a příznivců kvalitní rozhlasové analytické publicistiky na bývalé stanici ČRo 6, nyní na stanici ČRo Plus.

## Popis
Volné společenství vzniklo v roce 2008. Sdružuje posluchače a přátele kvalitních současných a budoucích analyticko-publicistických pořadů a rozhlasové novinařiny, která má kořeny v Českém rozhlase 6 navazujícím na vysílání rozhlasové stanice Svobodná Evropa.
Klub vytváří prostor ke svobodné diskusi o politických a jiných společenských tématech a o pořadech odvysílaných na rozhlasových vlnách. Propojuje posluchače a předává případné posluchačské náměty. Každoročně pořádá v Galerii Vinohradská 12 celoklubové setkání členů klubu s pracovníky Českého rozhlasu.

### Koordinátoři KPŠ a KRAP
- Naděje Tondlová (2008–2009)
- David Klíma (2009–2013)[6]
- Roman Elner (2013–2014)
- David Klíma (2014 – dosud)

## Posluchačský klub veřejnoprávního rozhlasu
Klub je po zániku a nefunkčnosti posluchačských klubů (Klub Vltava, Klub Dvojky, Klub přátel ČRo Brno) aktuálně (listopad 2020) jediným existujícím klubem veřejnoprávní rozhlasové stanice v České republice, navíc ve správě posluchačů za spolupráce Českého rozhlasu. V roce 2006 tehdejší Český rozhlas 6 plánoval vznik klubu s pobočkami. Ve Výroční zprávě Rady Českého rozhlasu o činnosti Českého rozhlasu za rok 2006 se uvádí: „V roce 2007 plánuje stanice zřídit Klub přátel šestky, který vznikne za pomoci mnoha nadšených posluchačů nejdřív v Praze, poté v Brně, Ostravě a Plzni“. Plán v této podobě nebyl realizován.